# Phortica helva
Phortica helva är en tvåvingeart som beskrevs av Chen och Gao 2008. Phortica helva ingår i släktet Phortica och familjen daggflugor. Inga underarter finns listade i Catalogue of Life.